# Vinny Testaverde
Vincent Frank Testaverde Sr. (* 13. November 1963 in Brooklyn, New York) ist ein ehemaliger US-amerikanischer American-Football-Spieler auf der Position des Quarterbacks. Er spielte 21 Saisons für sieben verschiedene Teams in der National Football League (NFL), unter anderem für die Tampa Bay Buccaneers und die New York Jets.

## Frühe Jahre
Testaverde ging in New York auf die Highschool. Später ging er auf die University of Miami zwischen 1983 und 1986. 1986 erhielt er die Heisman Trophy und war ein Consensus All-American. 2013 wurde er in die College Football Hall of Fame aufgenommen.

## NFL

### Tampa Bay Buccaneers
Testaverde wurde im NFL Draft 1987 als erster Spieler überhaupt von den Tampa Bay Buccaneers ausgewählt. In seiner ersten Saison absolvierte er sechs Spiele für die Buccaneers. In seiner zweiten Saison alle Spiele, es war jedoch eine unterirdische Saison mit nur 13 Touchdowns und 35 Interceptions. Wegen seiner Farbenblindheit wurde er teilweise von den Fans der Buccaneers verspottet. Im Laufe der Zeit in Tampa verbesserte er sich zusehends. Er schaffte jedoch nie ein positives Touchdown-Interception-Verhältnis.

### Cleveland Browns/Baltimore Ravens
Zur Saison 1993 wechselte er zu den Cleveland Browns. Zunächst war er als Backup-Quarterback hinter Bernie Kosar gedacht, nach dessen Rauswurf avancierte er jedoch zum Starter. 1994 erreichte er mit den Browns die Play-offs. 1995 warf er zum ersten Mal in seiner Profikarriere mehr Touchdowns als Interceptions (17:10). Nachdem die Browns zur 1996 nach Baltimore gezogen sind und das Team in Baltimore Ravens umbenannt wurde, blieb er hier noch zwei weitere Jahre. 1996 wurde er sogar das erste Mal für den Pro Bowl nominiert.

### New York Jets
Zur Saison 1998 wechselte er zu den New York Jets. Hier wurde er in seiner ersten Saison zum zweiten Mal für den Pro Bowl nominiert. Er warf 29 Touchdowns und nur sieben Interceptions in der Saison, außerdem erreichte er mit den Jets die Play-offs, wo sie im AFC Championship Game gegen die Denver Broncos mit 10:23 verloren. Am ersten Spieltag der Saison 1999, gegen die New England Patriots, zog sich Testaverde eine Verletzung an der rechten Achillessehne zu, weshalb er für den Rest der Saison ausfiel. Zwei Jahre später erreichte er erneut die Play-offs mit den Jets.

### Dallas Cowboys
Zur Saison 2004 wechselte er für eine Saison zu den Dallas Cowboys. Hier war er zunächst als Backup-Quarterback für Quincy Carter gedacht. Nachdem dieser jedoch wegen Drogenmissbrauchs entlassen worden war, wurde Testaverde zum Starter ernannt. Er absolvierte alle 16 Saisonspiele für die Cowboys.

### Zweiter Aufenthalt bei den New York Jets
Am 27. September 2005 unterschrieb er erneut einen Vertrag bei den New York Jets. In der fünften Woche der Saison 2005 wurde er von den Jets zum Starter ernannt. Er absolvierte jedoch nur vier Spiele von Anfang an.

### New England Patriots
Zur Saison 2006 wechselte Testaverde zu den New England Patriots. Hier war er Backup für Tom Brady. Es reichte nur für drei Kurzeinsätze.

### Carolina Panthers
Nachdem beide Quarterbacks, Jake Delhomme und David Carr, bei den Carolina Panthers ausgefallen waren, verpflichteten die Panthers Testaverde am 14. Oktober 2007. Am 13. Spieltag der Saison, beim Sieg gegen die San Francisco 49ers, warf er seinen letzten Touchdownpass in der NFL.

## NFL-Rekorde
- Meiste aufeinanderfolgende Saisons mit einem oder mehr Touchdownpässen: 21
- Meiste Niederlagen eines Starting-Quarterbacks: 123
- Meiste verschiedene Passempfänger: über 150

## Persönliches
Testaverde lebt mit seiner Frau und seinen drei Kindern in Tampa, Florida.